# Constantin Toma (politician)
Constantin Toma (n. 1878 – d. 2 noiembrie 1942, București, România) a fost un avocat și om politic român, care a îndeplinit funcția de primar al municipiului Iași în perioada februarie 1922 - 12 martie 1926. 
Constantin Toma a practicat avocatura la Iași. El l-a apărat, printre alții, pe tânărul elev evreu Moses Rosen (viitor șef-rabin al Cultului Mozaic din România (1948-1994) și președinte al Federației Comunităților Evreiești din România (1964-1994)) care fusese acuzat în mod fals de lezmajestate și dus în arest la închisoarea din orașul Fălticeni, deși avea la acea dată vârsta de doar 14 ani; potrivit viitorului rabin, memoriul scris de el și pledoaria avocatului Toma în fața Curții de punere sub acuzare din Iași au contribuit la eliberarea sa din închisoare la data de 3 mai 1927.